# Płonący miecz

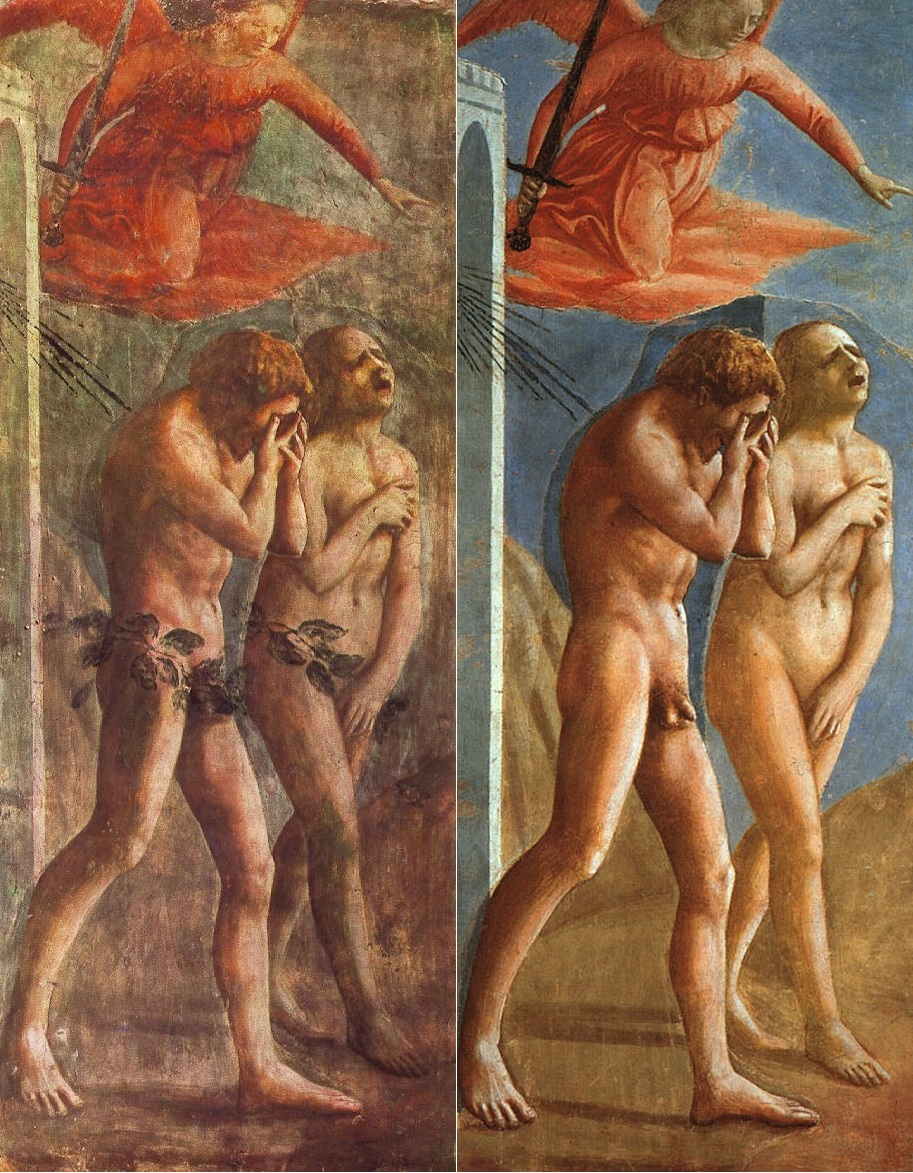
Wygnanie Adama i Ewy z raju

Płonący miecz, także ognisty miecz – według Biblii miecz ustawiony wraz z cherubinami u wrót Edenu by strzec jego bram po wygnaniu z niego pierwszych ludzi (Rdz 3, 24). Niektórzy z Ojców Kościoła utożsamiali cherubina, który miał strzec Raju z archaniołem Michałem. Natomiast według apokryfu Życie Adama i Ewy tym cherubinem miał być Archanioł Uriel.
Biblia, i jeszcze częściej apokryfy,  wspominają o aniołach uzbrojonych w ognisty miecz, zwanym także mieczem sprawiedliwości, za pomocą którego bestia zostanie ostatecznie pokonana. 
Motyw płonącego miecza, jako magicznego artefaktu, pojawia się także w innych mitologiach, jak również w powieściach fantasy i w światach i systemach gier fabularnych.